# آویو کوخاوی
سپهبد آویو کوخاوی (عبری: אביב כוכבי‎؛ زادهٔ ۱۹۶۴) رئیس ستاد کل ارتش اسرائیل بود. او این سمت را از ۱۵ ژانویه ۲۰۱۹ پذیرفت. کوخاوی همچنین از نوامبر ۲۰۱۰ تا سپتامبر ۲۰۱۴ رئیس سازمان ضداطلاعات ارتش اسرائیل (آمان) بود.

## زندگی شخصی
کوخاوی فرد گیاه‌خواری است. او ازدواج کرده و دارای سه دختر است.

## جوایز و افتخارات
به آویو کوخاوی دو مدال افتخار برای خدماتش در طول دو جنگ اهدا شده‌است.
|  |  |

| جنگ دوم لبنان | عملیات تیغهٔ حفاظتی |